# Исповести варалице
Исповести варалице (фр. Le Roman d'un tricheur) је француска комедија из 1936. године. У филму је глумио Саша Гитри који је такође и режисер и сценариста за овај филм. 

## Синопсис
54-годишњи старац (Варалица) пише своје мемоаре у кафићу. Са 12 година, ухваћен је да краде новац из породичне продавнице прехрамбених производа. Као казна, није му дозвољено да ужива у посластици с остатком породице: гљиве које испадну на крају отровне. Сви његови родитељи, браћа и сестре, ујаци и дедови умиру. Бескрупулозан рођак његове мајке преузима власт над њим и користи сво наслеђе у своју корист. Према томе, чини се младићу да се непоштеност увек исплати.
Он бежи и ради на разним пословима, као што су вратар и хотелски звоник. У Паризу је неспремно уплетен у заверу за атентат на руског цара Николаја од стране колеге радника ресторана Сержа Абрамича. Међутим, анонимно писмо (што Варалица подразумева да је написао) доводи до хапшења Абрамича и осталих уроте.
Као радник у лифту у хотелу де Парис у Монаку, Варалица привлачи пажњу много старије грофице. Имају кратак лет. (Случајно се поново сусрећу у у кафићу, мада сада старија грофица не препознаје свог некадашњег љубавника, на његово велико олакшање.)
Након боравка у војсци, Варалица се одлучује заузети професију која награђује искреност: крупије у коцкарници у Монаку. Међутим, он је враћен у француску војску на почетку Првог светског рата. Рањен је готово одмах, али спасио га је Шарбонијер, војник који је изгубио десну руку. Војска губи Варалицу у виду, омогућавајући му да проведе рат читајући књиге као дисидент.
Као поновни цивил, у ресторану га је покупила прелепа жена. Након што је провела ноћ заједно са њим, признала је да је професионални лопов. Уписује га у пљачку драгуљара прстена. Иако су успешни, он побегне од ње и враћа се као крупије поново у коцкарници.
Атрактивна жена на рулету верује да он може да контролише где лопта пада. А у наредних неколико дана, она непрестано побеђује. Они постају партнери; да би осигурао да ће добити свој удео у добитку, натераће је да пристане на склапање брака. Међутим, она губи сав новац који је раније освојила; сви остали коцкари побеђују, он је отпуштени и пар се брзо разводи. 
Тада постаје варалица у картама. Једног дана, док се прерушава, примећује две жене из своје прошлости, своју бившу супругу и жену лопова драгуља заједно за столом за коцкање, очигледно су пријатељице. Галантно их позива да поделе половину свог улога, али само ако победи. Оне прихватају његову позивницу за вечеру. Обоје показују да су вољне ићи с њим у кревет, још увек несвесне његовог правог идентитета; он бира своју бившу жену јер раније није спавао с њом.
Касније вара Шарбонијер у багрему пре него што је препознао свог доброчинитеља. Срећом се повезују наново, али он је толико испуњен срамотом да престаје да вара. Шарбонијер, нехотице је излечио Варалицу једног порока, зарази га другом: љубављу према коцкању. Варалица онда изгуби све своје зараде током година у неколико месеци.
Враћајући се у садашњост, грофица коначно препознаје свог бившег љубавника и покушава га регрутовати да јој помогне опљачкати кућу преко пута. Варалица одбија, објашњавајући прво да је то његов бивши дом и друго, да је од тада кренуо у једини поштени посао који користи своје вештине, радника осигурања.

## Улоге
- Саша Гитри као Варалица
- Маргарит Морено као грофица
- Жаклин Делубак као Хенријета, бивша жена
- Розин Дереан као крадљивица драгуља

## Продукција
Већина филма одвија се у прошлости, са припоповедањем Гитрија у коме говори и дијалог осталих глумаца. Само у 'садашњим' сценама није он давао нарацију другим ликовима. Ова техника приказивања гласом која тумачи радњу одјекује у "објашњавачу филма" који се понекад користио за приповедање немих филмова. 

## Критика
После премијере филма у Француској, филм је доживео мешовити пријем, али је задржао позитиван став међу критичарима и филмским ствараоцима као један од најбољих Гитријевих филмова; 2008. године чак је уврштен на листу 100 најважнијих филмова Cahiers du Cinéma. 
Филм је објављен у Великој Британији и САД и доживео је значајан успех. У Лондону, рецензент за Тајмс коментарисао је разрађену наративну структуру: „Као и увек, када се превазиђу тешкоће и недостаци неке технике ограничавања, ефекат јединства и прецизности који слобода често не може да пружи“.  Када се филм премијерно приказивао у Лондону у септембру 1937. године, тамо се пуштао четири месеца. Тамо је приказан у скоро 400 биоскопа. У САД, рецензент Њујорк тајмса описао је филм као "духовит, дрзак, морално субверзиван" и прокоментарисао је, "Само је човек Гитријег безобразлука могао успети да прича о варалици и направи паметну слику свега тога". 